# Marie-Josephte Corriveau

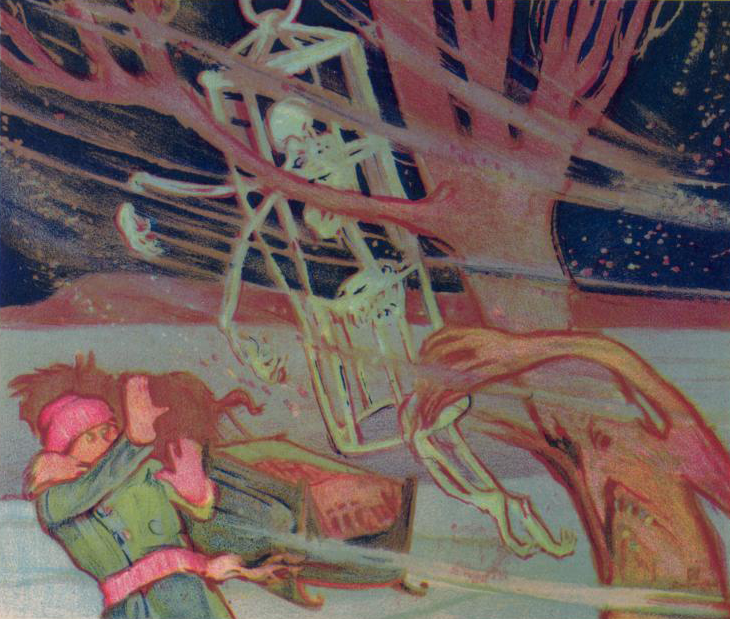
在一个风雨交加的夜晚，La Corriveau 的骷髅惊吓到了一位旅人。Charles Walter Simpson, Légendes du Saint-Laurent, 1926.

Marie-Josephte Corriveau (玛丽约瑟夫·科里沃, 1733年 – 1763年4月18日), 亦习称为 "la Corriveau" (拉科里沃), 出生于St-Vallier (圣威厉尔), 是魁北克民间传说最知名的人物之一. 她住在新法蘭西，因杀害她第二个丈夫被英国军事法庭判处死刑。她在魁北克市被绞死.